# La Voz de Gijón
La Voz de Gijón es un medio de comunicación digital, editado en castellano y disponible desde el 3 de junio de 2015. Da cobertura a las noticias locales que ocurren en la ciudad de Gijón. Este nuevo diario recupera una antigua cabecera que se editó en varias épocas entre 1885 y 1913.

## Fundación (1885)

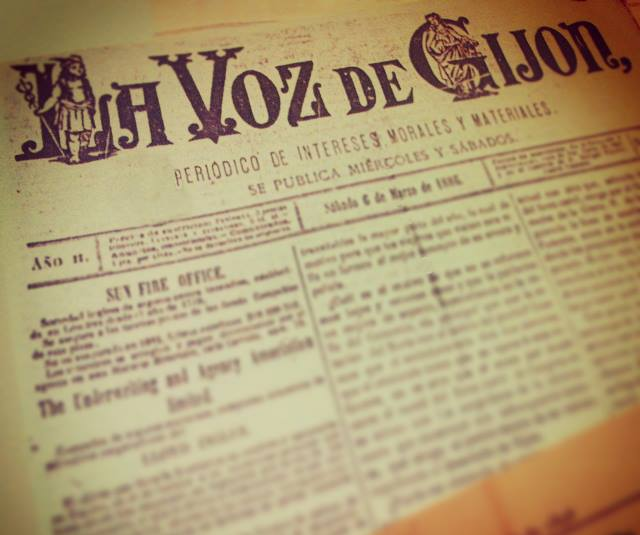
Edición del sábado 6 de marzo de 1886. Ejemplar de la Hemeroteca Municipal de Madrid

La Voz de Gijón fue un periódico de intereses locales publicado entre los años 1885 y 1886. Era bisemanal, se publicaba miércoles y sábados.
Fue fundado y dirigido por el escritor costumbrista y humorístico Nicanor Arias Valdés quién fue elegido diputado provincial por Laviana después de la revolución de 1868, cargo al que renunciaría. En 1868 se funda El Eco de Asturias, un diario liberal democrático con el que colabora estrechamente como corresponsal en Gijón, ciudad donde participará en el ambiente cultural y donde sus artículos costumbristas serán muy celebrados. Desde 1878 fue cronista festivo del diario La Opinión y en 1885 pasó a colaborar con la publicación humorística El Gallo.

## Segunda Época (1894)
En su segunda época se convierte en una revista con una temática de carácter festivo. De periodicidad quincenal su publicación se extiende únicamente durante 1894.

## Tercera Época (1913)
Ya en el siglo XX vuelve a editarse por tercera vez La Voz de Gijón. En esta nueva etapa se centra de nuevo en los intereses locales. Con periodicidad semanal, se publica durante 1913.

## Refundación Digital (2015)
La Voz de Gijón renace como un medio de comunicación digital, con un foco central, la actualidad local de Gijón. Cuentan con secciones dedicadas a los distintos barrios, parroquias y concejos de la comarca. También cuenta con un espacio para el deporte local.